# كايل وليامز (لاعب كرة قدم أمريكية أمريكي)
كايل وليامز (بالإنجليزية: Kyle Williams)‏ هو لاعب كرة قدم أمريكية أمريكي، ولد في 19 مارس 1984.

## وصلات خارجية
- كايل وليامز على موقع مرجع كرة القدم المحترفة.كوم (الإنجليزية)